# Ana Carrillo Mendoza
Ana Carrillo Mendoza, más conocida por su nombre artístico La Tomata (Córdoba, 17 de abril de 1942-26 de diciembre de 2007), fue una bailaora de etnia gitana que desarrolló gran parte de su trayectoria en los cafés cantantes.

## Biografía

### Formación y primeros años
Ana Carrillo Mendoza nació un 17 de abril de 1942 en Córdoba (España), en el seno de una familia humilde. Hija de Ramón Carrillo y Modesta Mendoza, de abuelos jienenses, pasó gran parte de su infancia viviendo en la Plazuela de los Gitanos, actual Plaza de la Alhóndiga, junto a la Casa del Pueblo de la ciudad. A pesar de criarse junto a sus seis hermanos Rafael, Crispina, Antonio “El Colilla”, Salud y Juan, recibió esta el apodo de “La Tomata” porque su tío de Linares al conocerla dijo que parecía un tomate.
Siendo la bailaora aún muy pequeña, se inició en mundo del baile sólo con su sabiduría, frecuentando a lo largo de la década de los 50  tabernas y pasando gran parte de su tiempo junto a guitarras y cantaores, con el fin de mostrar su impecable forma de bailar y su temperamento. Entre estas tabernas flamencas encontramos la de La Judería, Los Califas, Casa Pepe de la Judería, El Zoco y Casa el Pisto en el Alcázar Viejo, que servían a su vez como referencias para exponer su talento como bailaora. Tanto fue así que el padrastro del guitarrista Rafael Merengue, Antonio Romero, le acabó ofreciendo un contrato para entretener a los viajeros y transeúntes durante la noche.

### Vida artística
Años más tarde, fueron los escenarios de los tablaos de Madrid los que gozaron de su arte. Fue la única bailaora a la que salía la banda de música de Madrid a recibir en la estación de Atocha. Los críticos madrileños aseguraban que después de Carmen Amaya (Barcelona, 2 de noviembre de 1918-Bagur, Gerona, 19 de noviembre de 1963) sólo había nacido La Tomata.
Se trasladó a Madrid tras el nacimiento de su hija Tamara (Córdoba, 10 de agosto de 1961), triunfando también en el tablao Los Canasteros, inaugurado por Manolo Caracol en 1963 donde compartió cartel con las estrellas del momento y en el que actuaba personalmente. Durante su estancia en la capital actuó también en Los Califas, primer club de flamenco de Madrid inaugurado en 1965, junto a su guitarrista Arango y en tablao Las Brujas, que surgió en 1960 y que permaneció abierto hasta 1982.
Estando embarazada casi de nueve meses, mientras actuaba en un cabaret de Cercadillas (Córdoba), la vio el dueño del Corral de la Morería de Madrid, Manuel del Rey, y le ofreció un contrato. En este establecimiento todavía se puede apreciar su foto en el cuadro de honor de su legendario tablao inaugurado en 1956. Está considerado el tablao flamenco más famoso del mundo por su folclore y antigüedad.
El éxito definitivo le llegó gracias al filme Los duendes de Andalucía, dirigida por Ana Mariscal en 1966 y rodada en Bodegas Campos, donde tiene una sala dedicada a ella. En este largometraje queda además perfectamente plasmado el boom turístico español de los años 60 y su apasionado baile por soleá. Pero tras su breve estancia en Madrid, renunció a la fama y volvió con los suyos a su Córdoba natal, a la inseguridad en el trabajo, a la vida nocturna. No tenía método, ni normas, ni escuela, sólo instinto, corazón y raza, una personalidad irrepetible.
Intervino en un capítulo de la serie Curro Jiménez, que se emitió de 1976 a 1978.

### Retiro
Desde la muerte de Pepín Moreno (Córdoba, 11 de abril de 1964), su pareja, Ana ya no sería la misma. Entre bailes, cantes y alcohol, aquello fue el inicio del declive para la artista. Entre tanto bailaba por bulerías cuando le parecía, y dicen que rechazó un contrato para actuar en América porque no quiso levantarse temprano para coger el tren para Madrid.

### Vida privada
La forma de vida nocturna que llevaba propició que conociera al gran amor de su vida, el torero José Moreno Corpás conocido como Pepín Moreno o Bello, hijo del propietario de una firma funeraria. Sin embargo, al ser payo, este idilio fue muy sonado y pese a la oposición familiar vivieron a su aire una bella historia.
Tamara nació el 10 de agosto de 1961. Pepín Moreno no reconoció legalmente a la niña, aunque nunca dejó de verlas.
Pero una noche de juerga, el 11 de abril de 1964, Pepín murió en un accidente de automóvil a los 31 años, en Avenida de las Ollerías (antes Obispo Pérez Muñoz), chocando con una farola en dirección para la Fuensantilla (Córdoba) en el Seiscientos blanco en el que iban. Ella, con 21 años resultaría con heridas de gran gravedad, siendo ingresada en el Hospital Provincial. Después de su muerte no tuvo funerales eclesiásticos. El párroco de la Compañía, con fidelidad a la Iglesia, consideró que José Moreno no había muerto de una forma coherente con los mandatos de la Iglesia, por lo que fue enterrado en el llamado cementerio de los protestantes. Esto disgustó mucho a la familia, que en julio de 1968 consiguió sacarlo de allí y pasar sus restos al panteón familiar.

### Fallecimiento
El 26 de diciembre de 2007, Ana Carrillo Mendoza falleció a los 65 años. Sus restos ahora descansan en las aguas del río Guadalquivir, donde su hija Tamara, su nieta y amigos cercanos vertieron sus cenizas tras un recorrido por los lugares donde ejerció su arte.

## Legado
En el año 2012 se le concedió una calle en la barriada de Miralbaida (Córdoba). Fue el icono de la Córdoba bohemia de finales de los sesenta. Para Ricardo Molina fue «una fuerza libre de la naturaleza como el sol, como el mar, como el viento», un torbellino.